# Lycodon orientalis
Espèce
Synonymes
- Ophites orientalis Hilgendorf, 1880
- Dinodon orientale (Hilgendorf, 1880)
- Ophites japonicus Günther, 1880

Lycodon orientalis est une espèce de serpents de la famille des Colubridae.

## Répartition
Cette espèce est endémique des îles de Honshū et Kyūshū au Japon. Une observation aurait été faite sur l'île russe de Shiashkotan.

## Description
Dans sa descriptionGünther indique que le plus des spécimens en sa possession mesure 66 cm dont 13 cm pour la queue. Lycodon orientalis a le dos gris violacé avec plusieurs bandes noires transversales. Sa face ventrale est blanchâtre légèrement ; sa gorge est marbrée ou nuancée de noir.

## Étymologie
Son nom d'espèce, du latin orientālis, « de l'est », lui a été donné en référence à son aire de répartition.

## Taxinomie
Cette espèce a été décrite à deux reprises en 1880, selon Stejneger la description de Hilgendorf a été publiée peu de temps avant celle de Günther. Le nom orientalis a donc la priorité sur japonicus.

## Publication originale
- Hilgendorf, 1880 : Bemerkungen über die von ihm in Japan gesammelten Schlangen nebst Beschreibungen zweier neuer Schlangenarten. Sitzungsberichte der Gesellschaft naturforschender Freunde zu Berlin, vol. 1880, no 8, p. 111-121 (texte intégral).